# Monte Pastello
Monte Pastello este o arie protejată (arie specială de conservare — SAC, sit de importanță comunitară — SCI) din Italia întinsă pe o suprafață de 1.750 ha, integral pe uscat.

## Localizare
Centrul sitului Monte Pastello este situat la coordonatele 45°34′16″N 10°51′16″E / 45.571111°N 10.854444°E.

## Înființare
Situl Monte Pastello a fost declarat sit de importanță comunitară în septembrie 1995 pentru a proteja 1 specie de plante și 10 specii de animale. Situl a fost protejat și ca arie specială de conservare în iulie 2018.

## Biodiversitate
Situată în ecoregiunea alpină, aria protejată conține 4 habitate naturale: Pante stâncoase calcaroase cu vegetație casmofită, Păduri ilirice de Fagus sylvatica (Aremonio-Fagion), Pajiști uscate seminaturale și facies de acoperire cu tufișuri pe substraturi calcaroase (Festuco-Brometalia) (* situri importante pentru orhidee), Pajiști carstice calcaroase sau bazofile, de Alysso-Sedion albi.
La baza desemnării sitului se află mai multe specii protejate:
- plante (1): clopțelul cu frunze de crin (Adenophora lilifolia)
- păsări (10): presură bărboasă (Emberiza cirlus), șoim călător (Falco peregrinus), Hippolais polyglotta, sfrâncioc roșiatic (Lanius collurio), sfrâncioc cu cap roșu (Lanius senator), mierlă de piatră (Monticola saxatilis), mierlă albastră (Monticola solitarius), pietrar mediteranean (Oenanthe hispanica), silvie de câmp (Sylvia communis), silvie mediteraneană (Sylvia melanocephala)

Pe lângă speciile protejate, pe teritoriul sitului au mai fost identificate 17 specii de plante.